# Adelegg (FFH-Gebiet)
Das FFH-Gebiet Adelegg liegt im äußersten Südosten von Baden-Württemberg und ist Bestandteil des europäischen Schutzgebietsnetzes Natura 2000. Es wurde 2005 durch das Regierungspräsidium Tübingen angemeldet. Mit Verordnung des Regierungspräsidiums Tübingen zur Festlegung der Gebiete von gemeinschaftlicher Bedeutung vom 5. November 2018 (in Kraft getreten am 11. Januar 2019), wurde das Schutzgebiet ausgewiesen.

## Lage
Das rund 633 Hektar (ha) große Schutzgebiet Adelegg liegt in den Naturräumen Adelegg und Westallgäuer Hügelland. Die zwölf Teilgebiete befinden sich in den Gemeinden Isny im Allgäu und Leutkirch im Allgäu im Landkreis Ravensburg.

## Beschreibung
Der Landschaftscharakter des Schutzgebiets wird im Wesentlichen durch den größtenteils bewaldeten, alpin geprägten Höhenzug der Adelegg bestimmt, der durch tief eingeschnittene Tobel und Täler gegliedert ist. Auf den steilen Hängen befinden sich Schlucht- und Hangmischwälder, in den Höhenlagen sind Hochweiden mit Magerrasenbiotopen zu finden.

## Schutzzweck

### Lebensraumtypen
Folgende Lebensraumtypen nach Anhang I der FFH-Richtlinie kommen im Gebiet vor:
| EU Code | * | Lebensraumtyp (offizielle Bezeichnung)                                                                          | Kurzbezeichnung                                |
| ------- | - | --- | ---------------------------------------------- |
| 3150    |   | Natürliche eutrophe Seen mit einer Vegetation des Magnopotamions oder Hydrocharitions                           | Natürliche nährstoffreiche Seen                |
| 3240    |   | Alpine Flüsse mit Ufergehölzen von Salix eleagnos                                                               | Alpine Flüsse mit Lavendel-Weiden-Ufergehölzen |
| 3260    |   | Flüsse der planaren bis montanen Stufe mit Vegetation des Ranunculion fluitantis und des Callitricho-Batrachion | Fließgewässer mit flutender Wasservegetation   |
| 6230    | * | Artenreiche montane Borstgrasrasen (und submontan auf dem europäischen Festland) auf Silikatböden               | Artenreiche Borstgrasrasen                     |
| 6430    |   | Feuchte Hochstaudenfluren der planaren und montanen bis alpinen Stufe                                           | Feuchte Hochstaudenfluren                      |
| 6510    |   | Magere Flachland-Mähwiesen (Alopecurus pratensis, Sanguisorba officinalis)                                      | Magere Flachland-Mähwiesen                     |
| 6520    |   | Berg-Mähwiesen                                                                                                  | Berg-Mähwiesen                                 |
| 7220    | * | Kalktuffquellen (Cratoneurion)                                                                                  | Kalktuffquellen                                |
| 7230    |   | Kalkreiche Niedermoore                                                                                          | Kalkreiche Niedermoore                         |
| 8160    |   | Kalkhaltige Schutthalden der collinen bis montanen Stufe Mitteleuropas                                          | Kalkschutthalden                               |
| 8210    |   | Kalkfelsen mit Felsspaltenvegetation                                                                            | Kalkfelsen mit Felsspaltenvegetation           |
| 9130    |   | Waldmeister-Buchenwald (Asperulo-Fagetum)                                                                       | Waldmeister-Buchenwald                         |
| 9150    |   | Mitteleuropäischer Orchideen-Kalk-Buchenwald (Cephalanthero-Fagion)                                             | Orchideen-Buchenwälder                         |
| 9180    | * | Schlucht- und Hangmischwälder (Tilio-Acerion)                                                                   | Schlucht- und Hangmischwälder                  |
| 91E0    | * | Auen-Wälder mit Alnus glutinosa und Fraxinus excelsior (Alno-Padion, Alnion incanae, Salicion albae)            | Auenwälder mit Erle, Esche, Weide              |

### Arteninventar
Folgende Arten von gemeinschaftlichem Interesse kommen im Gebiet vor:
| Bild               | EU Code | * | Art                 | wissenschaftlicher Name | Artengruppe           |
| ------------------ | ------- | - | ------------------- | ----------------------- | --------------------- |
| Groppe             | 1163    |   | Groppe              | Cottus gobio            | Fische und Rundmäuler |
| Gelbbauchunke      | 1193    |   | Gelbbauchunke       | Bombina variegata       | Amphibien             |
| Biber              | 1337    |   | Biber               | Castor fiber            | Säugetiere            |
| Grünes Besenmoos   | 1381    |   | Grünes Besenmoos    | Dicranum viride         | Moose                 |
| Grünes Koboldmoos  | 1386    |   | Grünes Koboldmoos   | Buxbaumia viridis       | Moose                 |
|                    | 1387    |   | Rogers Goldhaarmoos | Orthotrichum rogeri     | Moose                 |
| Gelber Frauenschuh | 1902    |   | Gelber Frauenschuh  | Cypripedium calceolus   | Pflanzen              |

### Zusammenhängende Schutzgebiete
Das FFH-Gebiet liegt beinahe vollständig im Vogelschutzgebiet Adelegg. Auf bayerischer Seite schließt das FFH-Gebiet Kürnacher Wald an.